# Acacia leucolobia
Acacia leucolobia é uma espécie de leguminosa do gênero Acacia, pertencente à família Fabaceae.